# Хигасисиракава (село)
Хигасисиракава (яп. 東白川村 Хигасисиракава-мура) — село в Японии, находящееся в уезде Камо префектуры Гифу. Площадь села составляет 87,11 км², население — 2312 человек (1 июля 2014), плотность населения — 26,54 чел./км².

## Географическое положение
Село расположено на острове Хонсю в префектуре Гифу региона Тюбу. С ним граничат город Накацугава и посёлок Сиракава.

## Население
Население села составляет 2312 человек (1 июля 2014), а плотность — 26,54 чел./км². Изменение численности населения с 1980 по 2005 годы:
| 1980 | 3578 чел. |  |
| 1985 | 3422 чел. |  |
| 1990 | 3323 чел. |  |
| 1995 | 3196 чел. |  |
| 2000 | 2980 чел. |  |
| 2005 | 2854 чел. |  |

## Символика
Деревом села считается Acer pycnanthum, цветком — Rhododendron dilatatum.